# Educazione alla teatralità
L'Educazione alla teatralità è una scienza interdisciplinare che sviluppa il proprio pensiero attraverso la compartecipazione tra le arti performative, espressive e letterarie da un lato e le scienze umane dell'altro (in particolare: pedagogia, psicologia, sociologia, filosofia, antropologia). Scrive Gaetano Oliva:
(Gaetano Oliva, L'educazione alla teatralità nella scuola media: arte e corpo, in Scuola e didattica, rivista mensile, Brescia, Editrice la Scuola, 1º settembre 2013, anno LIX, p. 17 s. ISSN 0036-9861)
L'educazione alla teatralità si pone l'obiettivo sia di educare le persone tramite e attraverso le arti espressive, sia di educarle alle arti espressive sviluppando la creatività e l'espressività personale di ciascuno.
Il termine teatralità, in questo senso, dilata la nozione di teatro, e si pone come un concetto che considera tutte le arti espressive e tutti i linguaggi artistici come possibili veicoli per lo sviluppo della consapevolezza del sé e della propria capacità relazionale e comunicativa. In questo senso l'arte e le arti sono concepite come veicoli per la formazione della persona ovvero l'azione espressiva della persona diventa un progetto e un processo di autopedagogia e di sviluppo del proprio agire creativo.
L'educazione alla teatralità come ricerca scientifica nasce in Italia negli anni 1990 e sviluppa e rielabora gli studi, le esperienze e le proposte sviluppate dai registi-pedagoghi del primo Novecento, dai pedagoghi teatrali del secondo Novecento - con particolare riferimento alle esperienze e alle riflessioni dell'animazione teatrale storica italiana - e in generale agli studi e alle esperienze dell'area di ricerca del Teatro-Educazione in relazione ai saperi e agli studi dell'ambito pedagogico e psicologico dell'Otto/Novecento.

## Il teatro e l'educazione: un incontro
Il Teatro-Educazione si pone l'obiettivo di educare tramite il teatro. Il teatro e l'educazione sono due realtà che possiedono finalità comuni: da un lato la pedagogia pone al centro dell'azione educativa la persona con tutte le sue potenzialità da sviluppare; dall'altro il teatro persegue lo stesso obiettivo attraverso attività che stimolano lo sviluppo della creatività e la comunicazione.
Il teatro è un efficace mezzo di educazione per il fatto che coinvolge l'individuo intero, con la sua corporeità e fisicità, con i suoi sentimenti e il suo pensiero, ma anche con la sua profonda umanità, con la sua coscienza dei valori, con la sua più immediata e spontanea socialità.
Il Teatro-Educazione non vuole trasmettere un sapere, ma portare il soggetto a formarsi attraverso l'esperienza personale e la scoperta di sé, delle proprie possibilità e dei propri limiti, al fine di esprimersi e comunicare. 
È necessaria, quindi, una consapevolezza globale del proprio corpo: a livello motorio, dei propri mezzi di movimento; a livello affettivo, delle modalità di espressione dei sentimenti.

## Le origini
Il Teatro-Educazione affonda le sue radici nelle innovazioni che i registi-pedagogisti del Novecento (Stanislavskij, Mejerchol'd, Vachtangov, Copeau, Costa, Brecht, Grotowski, Brook, Boal, Barba ecc.) hanno apportato in campo teatrale e s'intreccia, nel suo intento educativo, con le teorie dei maggiori pedagogisti degli ultimi due secoli (Dewey, Montessori, Freinet, Maritain ecc.)
L'incontro tra teatro ed educazione avviene all'interno dei laboratori della ricerca teatrale del XX secolo, laddove l'attenzione viene spostata dalla realizzazione di uno spettacolo alla centralità dell'attore, protagonista di un processo. Il teatro s'incontra con la pedagogia nel momento in cui pone al centro l'uomo e gli dà voce, nel momento in cui recupera ogni singolo individuo con la propria personalità e la propria espressività e lo fa crescere attraverso un percorso individuale che è, però, inserito in un disegno di gruppo. Il Teatro-Educazione sviluppa e ridefinisce questo pensiero.

## Aspetti metodologici
Il Teatro-Educazione parte dalla convinzione che ogni individuo ha una propria preziosa pre-espressività naturale che lo caratterizza in modo particolare, della quale, però, non tutti hanno coscienza. Conoscere la propria pre-espressività significa conoscere se stessi.
Uno dei principi fondamentali di questa teoria è la formazione dell'attore-persona; l'obiettivo principale è lo sviluppo della creatività e della fantasia mediante un lavoro condotto, su basi scientifiche, dall'attore-persona su se stesso, attraverso la metodologia del laboratorio, quindi della ricerca. L'attività teatrale diventa un processo educativo nel momento in cui implica un lavoro del soggetto su se stesso, che lo porta alla scoperta del proprio essere uomo.
Il Teatro-Educazione sviluppa il processo in un laboratorio dove viene incoraggiata la ricerca personale. Alla base della metodologia vi sono comportamenti che favoriscono questa ricerca: evitare l'assunzione di atteggiamenti standard, far scoprire al singolo le sue capacità, astenersi dall'esprimere valutazioni, accogliere ogni punto di vista, valorizzare tutti i linguaggi, modificare la tendenza alla passività, evitare ogni processo imitativo.
Il lavoro può essere rappresentato dalla formula:
Pre-espressività + metodologia = Sviluppo della creatività individuale
L'esperienza teatrale ha come obiettivo l'individuo, ma avviene nella relazione; è un'occasione per la conquista di sé, ma anche spazio di costruzione di rapporti significativi volti a rinforzare l'identità di gruppo, a stimolare la conoscenza reciproca, la condivisione, la cooperazione, la valorizzazione dell'eterogeneità; è un percorso individuale in un lavoro di gruppo.
Il Teatro-Educazione vuole giungere a operare una sintesi equilibrata tra un concetto di arte e una visione strettamente pedagogica che attribuisce all'attività teatrale obiettivi prettamente formativi.
Chi viene chiamato in causa nel laboratorio teatrale è l'attore, ma, prima di lui, l'uomo che è. È di semplice intuizione come, in questa logica, il concetto di teatro si leghi a quello di vita e come l'educazione trovi di conseguenza legittimazione d'essere e di esistere all'interno di una nuova realtà teatrale che costruisce l'attore-persona partendo proprio dalla sua pre-espressività, senza forzature né manipolazioni, ma attraverso un percorso educativo che implica un lavoro su se stessi e con gli altri.

## L'educazione alla teatralità: una scienza
L'educazione alla teatralità è una di scienza che vede la compartecipazione al suo pensiero di discipline quali la pedagogia, la sociologia, le scienze umane, la psicologia e l'arte performativa in generale. Scrive Gaetano Oliva a questo proposito:
(Gaetano Oliva, L'educazione alla teatralità: il movimento creativo, in Vanna Iori (a cura di), Animare l'educazione. Gioco pittura musica danza teatro cinema parole, Milano, Franco Angeli, 2012, p. 144 s. ISBN 978-88-204-0702-5)

## La filosofia estetica dell'educazione alla teatralità

### L'arte come veicolo
(Gaetano Oliva, L'educazione alla teatralità: il movimento creativo, in Vanna Iori (a cura di), Animare l'educazione, cit., p. 143 s.)

### L'estetica
(ivi)

## L'educazione alla teatralità: finalità

### L'educazione alla teatralità nella formazione della persona
(Gaetano Oliva, (a cura di), La pedagogia teatrale. La voce della tradizione e il teatro contemporaneo, Arona, XY.IT Editore, 2009, p. 8. ISBN 978-88-903732-4-4)